# Samnites
Les Samnites (en latin classique : Samnīs, -ītis, au singulier ; Samnītes, -ium, au pluriel) forment une ligue de communautés italiques établies dans le Samnium (région montagneuse d'Italie centrale) du VIIe au début du Ier siècle av. J.-C., où ces communautés se romanisent progressivement à l'issue de la Guerre sociale.
La première mention écrite des Samnites remonte à 354 av. J.-C., dans un traité conclu avec les Romains.

## La tradition sur les origines des Samnites
Pour les anciens, les questions liées à l'origine des populations sont souvent traitées selon un schéma répétitif : provenance géographique, souche apparentée, migration. Ces discours donnent parfois naissance à des traditions contradictoires sur les origines des peuples italiques, et en particulier des Samnites, dans le cas desquels la mobilité géographique est primordiale, et l'existence d'une « cité mère » d'origine supposée par les auteurs de l'Antiquité. Ainsi, selon la tradition la plus véhiculée, notamment par Varron, Strabon, Appien, Festus, les Samnites seraient d'origine sabine, et leur migration se serait déroulée par le biais d'un rituel : le ver sacrum, printemps sacré.
Le ver sacrum consiste en une dédicace faite à une divinité, Mars en l'occurrence, de tous les êtres vivants (hommes et animaux) nés durant l'année. Les jeunes étaient alors contraints d'abandonner la communauté et de partir à la recherche d'un nouveau lieu où s'établir sous l'égide d'un animal sacré (le loup, le taureau, par exemple), dont le nom servait à baptiser le nouveau peuple ainsi formé (Lucaniens, Hirpins, Picentins). Un chef de guerre, un dux, était chargé de guider la migration.
Dans le cas du ver sacrum des Samnites, la tradition nous vient de Strabon : les Sabins, engagés depuis longtemps dans une guerre contre les Ombriens, firent vœu de consacrer tous les nouveau-nés de l'année à Arès. Ils furent guidés par un bœuf jusque sur les terres des Opiques, y fondant Bovianum, nommée d'après le bœuf donc. Cette tradition fut longtemps transmise dans les écrits érudits des antiquaires romains.

## Organisation sociale

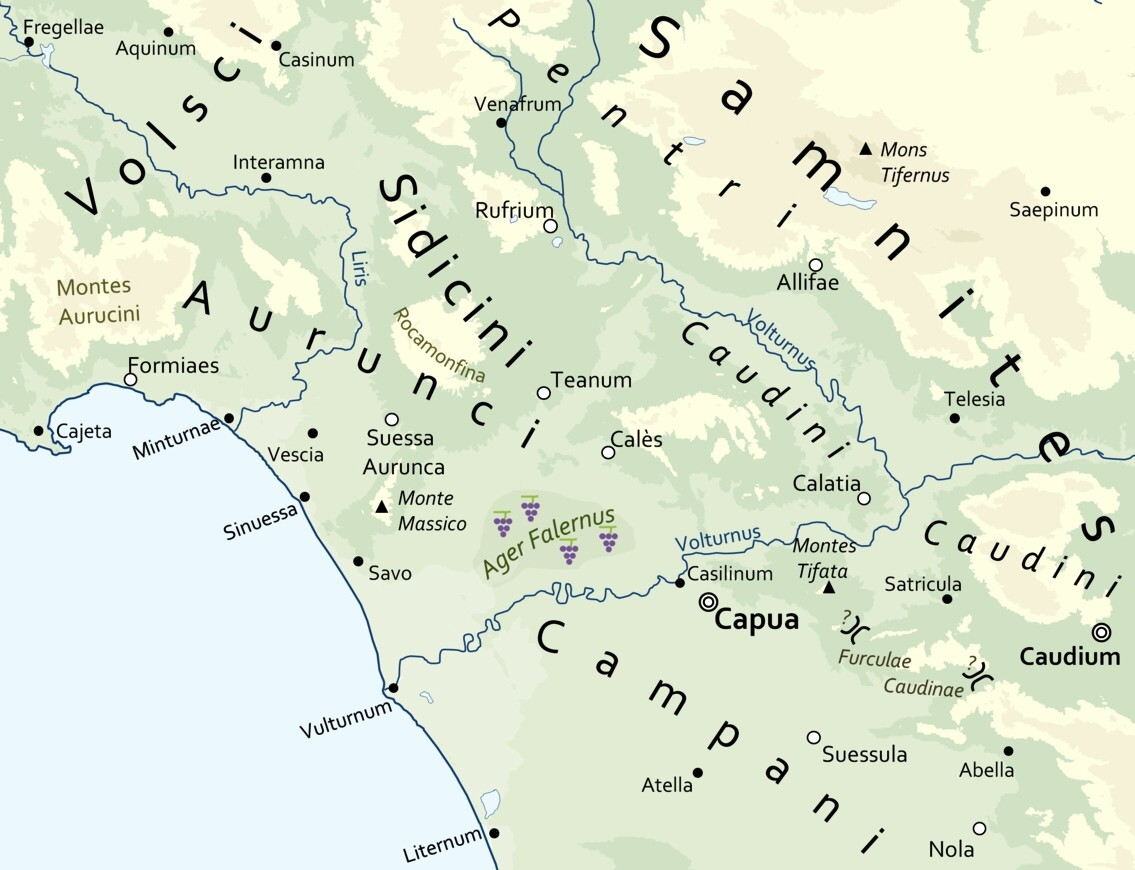
Les tribus samnites.

Ce peuple parle une langue apparentée à l'osque. Les Samnites sont divisés en au moins quatre tribus :
- les Pentres (Pentri), la tribu la plus importante, avec pour capitale Bovianum ;
- les Caracènes (Caraceni), sur le haut Sangro (Sagrus) avec pour principales cités Cluviæ et Juvanum ;
- les Caudins (Caudini), dont la principale cité est Caudium ;
- les Hirpins (Hirpini, de hirpus qui signifie « loup » en osque), aux sources du Calore avec pour principale cité Beneventum.

Puis plus tard ces tribus sont rejointes par :
- les Frentans (Frentani), installés le long de l'Adriatique, entre le Sangro et Fortore, avec pour principale cité Larinum.

## Histoire
Les Samnites sont dispersés sur un vaste territoire appelé le Samnium depuis le VIIIe siècle av. J.-C., bordé au nord par les montagnes de la Maiella, dans la partie supérieure des Abruzzes, à la frontière avec l'Ombrie (nord), le Picenum (nord-est) et la Sabine (nord-ouest) ; au sud et à l'est par l'Apulie et la côte adriatique ; à l'ouest par la Campanie et la mer Tyrrhénienne avec comme voisins les Lucaniens (sud-ouest) et les terres des Sidicins, Ausones, Aurunces, Volsques, Herniques et Latins (nord-ouest).
Dans la deuxième moitié du Ve siècle av. J.-C., les Samnites envahissent la Campanie, tandis que plus au sud les Lucaniens submergent toute la péninsule calabraise,,. Des Samnites fondent un État campanien autour de la riche Capoue étrusque et de la Cumes grecque, devenant plus civilisés et moins belliqueux, mais restent sous pression de leurs congénères des montagnes tout au long du siècle qui suit,. Les riches terres fertiles d'Apulie au sud, de la vallée du Liri au nord et surtout celle à l'est de Campanie sont une tentation permanente pour les raids samnites et les pillages.
En 354 av. J.-C., Rome conclut un traité d'amitié et d'alliance avec la confédération samnite,,, mais les clauses du traité ne sont pas connues. Les historiens modernes pensent que la rivière Liri sert alors de frontière naturelle entre les sphères d'influence romaine et samnite,.
Cependant, vers 343 av. J.-C., les Samnites des montagnes menacent les Sidicins de Teanum à la limite du Latium et de la Campanie. Les Sidicins font appel aux Campaniens de Capoue, qui se tournent vers Rome. La tradition veut qu'ils prononcent la formule du deditio, ce qui est probablement anachronique et permet de justifier l'intervention romaine : alliés aux Samnites d'une part, les Campaniens ayant mis corps et biens à Rome, les Romains s'engagent auprès des Campaniens dont l'État est maintenant romain.
C'est la première guerre samnite. Les Romains défont le peuple montagnard en deux occasions mais ils ne profitent pas de leur avantage, obligés de se retirer à cause de la révolte de plusieurs de leurs anciens alliés latins. Rome renouvelle alors l'alliance avec les Samnites et combat à leur côté contre les Sidicins, les Campaniens et les Latins, dont l'abandon de Teanum est un coup dur pour leur économie commerciale. Ainsi, à la Première Guerre samnite s'enchaîne la guerre latine.
Rome étend sa domination sur le Latium et la Campanie, ce qui la met directement au contact des Samnites. S'ensuivent deux longues guerres, la Deuxième et la Troisième Guerre samnite qui s'étendent de 327 et l'affaire de Naples, à 290 et la capitulation des Samnites. Les Samnites perdent une partie de leur territoire, acceptent de déplacer la frontière sur la haute vallée de la Vulturne, plus au sud-est que la Liri, et doivent surtout fournir des troupes à Rome en tant qu'alliés. L'esprit de révolte samnite persiste, et ils s'allient avec les adversaires de Rome présents en Italie, Pyrrhus en 280 av. J.-C. et Hannibal Barca lors de la deuxième guerre punique.

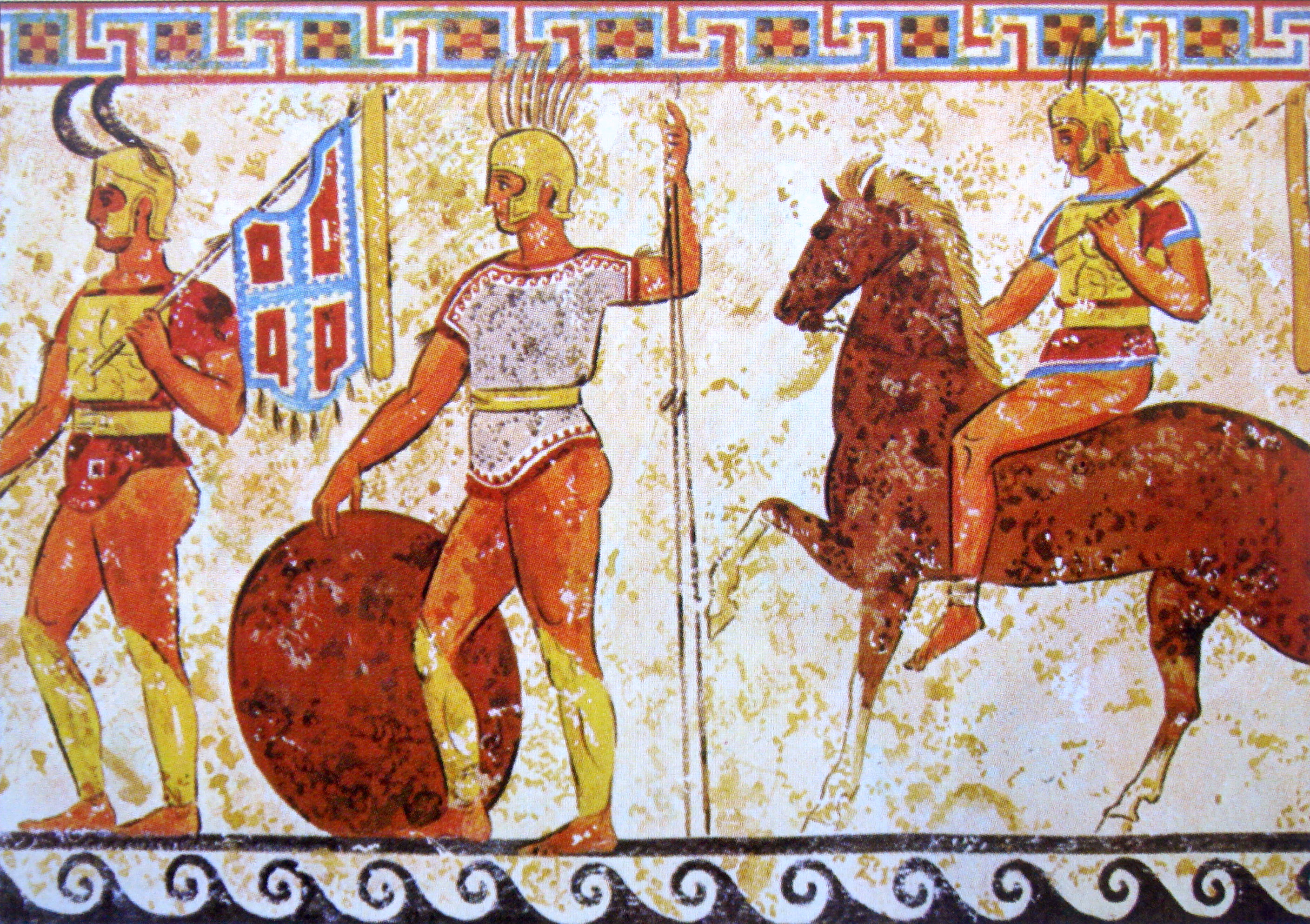
Guerriers lucaniens (descendants des Samnites d'après les auteurs antiques), d'après une frise décorant un tombeau à Pæstum en Lucanie, IVe siècle av. J.-C.
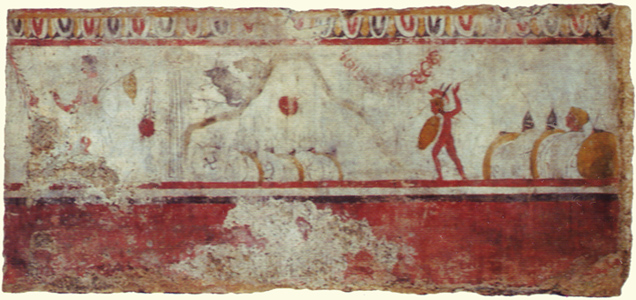
Bataille des Fourches Caudines où sont représentés des soldats samnites. Fresque lucanienne, musée archéologique national de Pæstum, vers 320 av. J.-C.
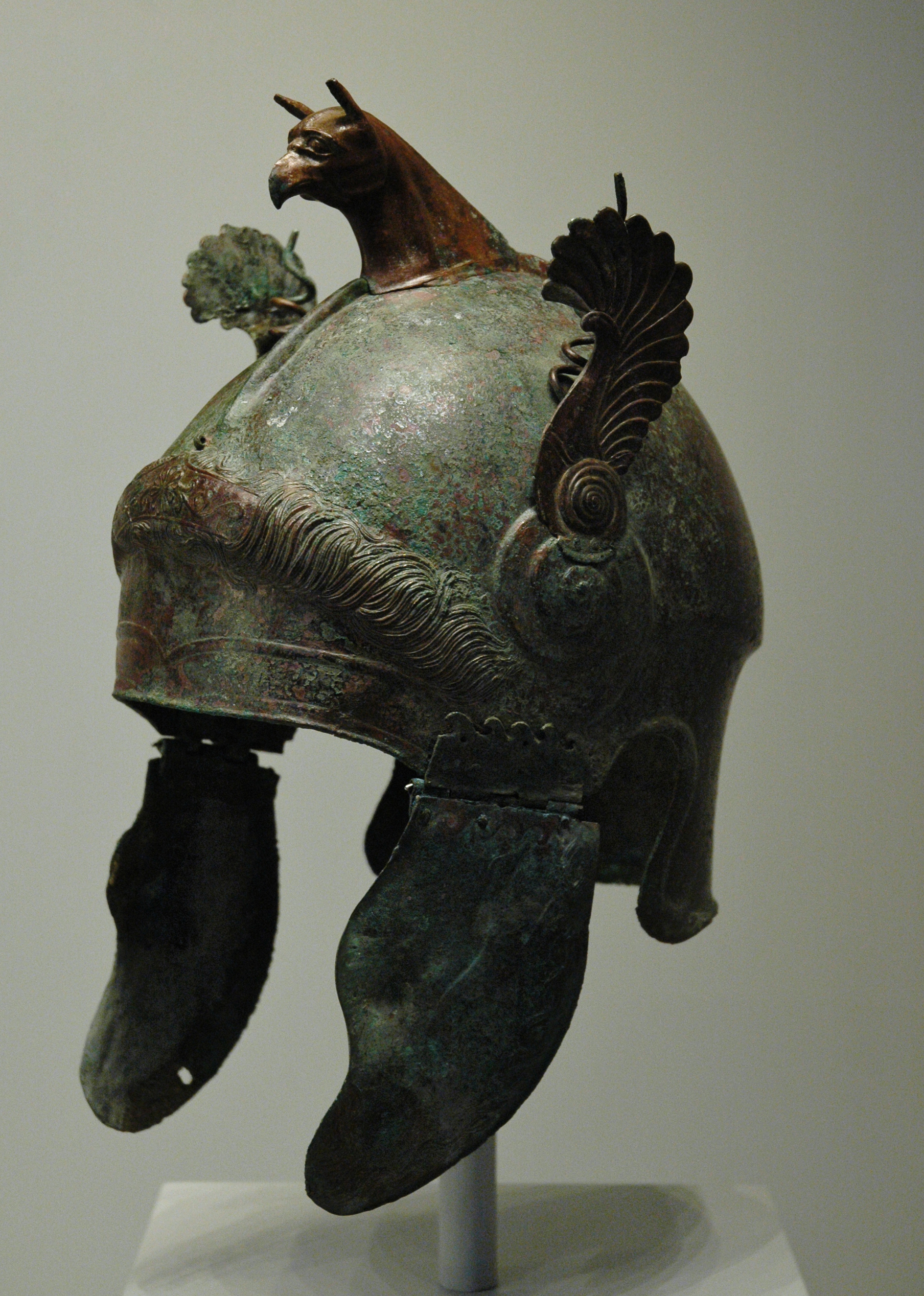
Un casque attique de cérémonie typique trouvé dans de nombreuses tombes samnites, vers 300 av. J.-C.

Les Samnites sont parmi les premiers peuples à se révolter lors de la guerre sociale. Les Italiques alliés de Rome mais non Romains font sécession et proclament leur indépendance. Ils se constituent en une confédération italique et se dotent d'un corps de magistrature calqué sur celui de la cité romaine. En 88 av. J.-C., à l'issue de la bataille de la porte Colline, Sylla massacre la plupart des guerriers samnites et disperse le reste de la population samnite. Finalement, les alliés de Rome obtiennent satisfaction : l'Italie est unifiée sous un seul régime juridique.